# Capitano donatario
Un capitano donatario era un funzionario coloniale portoghese al quale la Corona concesse giurisdizione, diritti e entrate su alcuni territori coloniali. I beneficiari di queste concessioni erano chiamati donatari (portoghese: donatários), perché era stata data loro la concessione come dono (portoghese: doação) dal re, spesso come ricompensa per il servizio.
Il termine si riferiva anche al titolo dell'ufficiale superiore che era responsabile di una capitaneria (gruppo di compagnie) delle Ordenanças, la milizia territoriale portoghese che esistette dal XVI al XIX secolo.

## Il sistema della capitaneria
A causa dell'impossibilità di esercitare il controllo diretto e la sovranità sui territori d'oltremare, il capitano donatario era il modo attraverso cui il monarca poteva delegare i suoi poteri (con alcune restrizioni) sotto la responsabilità di persone fidate. Il donatário poteva amministrare ‒ in nome del sovrano ‒ le terre alle quali era stato assegnato (con tutte le riverenze, diritti e obblighi derivanti), oltre che esercitare autorità sui soldati ed amministrare la giustizia. La durata del suo incarico era a vita, sebbene la Corona si riservasse il diritto di sollevare dalla propria posizione un capitano inaffidabile.
In quanto amministratori, i capitani godevano di vari privilegi giudiziari ed economici che fornivano un incentivo per insediarsi e sviluppare le proprie capitanerie. Avevano l'autorità di somministrare le condanne, ad eccezione di quelle che comportavano una pena di morte o una mutilazione. Dal punto di vista economico, avevano l'esclusiva autorità di macinare, cuocere il pane e vendere il sale, oltre al diritto a ricevere l'affitto pagato al re per terre, diritti e tasse dovute. Inoltre, potevano ricevere una decima pagata direttamente al capitano. Oltre al prestigio derivante dalla carica, i capitani donatari avevano diritto ai migliori appezzamenti di terreno e potevano, in nome della Corona, contrarre affittuari alle donatárias (le terre dei donatários). Le cariche dei capitani donatários erano ereditarie, salvo per alcuni casi esposti nelle leggi saliche, le quali regolavano tutti gli aspetti della vita (tra cui la criminalità, la tassazione, l'indennità e l'ereditarietà femminile).
Malgrado questi ferrei requisiti, molti di questi capitani furono scelti meramente per consolidare i rapporti tra la Corona e i propri vassalli. Questa scelta di solito implicava stretti rapporti con la famiglia reale o i confidenti della Corona: una meritocrazia feudale di vassalli. La donazione poteva configurarsi come ricompensa per il servizio offerto nell'espansione oltremare o per l'eroismo dimostrato.  Il monarca si circondava così di pochi uomini fidati, intessendo con loro uno stretto rapporto. In taluni casi dei beneficiari furono sostituiti in favore di altri: si ricordi quando si arrivò ad annullare le leggi sull'ereditarietà femminile pur di favorire la figlia di Jácome de Bruges. Malgrado questi favoritismi, la maggior parte dei beneficiari dovette impegnarsi attivamente nello sviluppo della propria capitaneria: il caso di Álvaro de Ornelas (capitano di Pico) mostra le conseguenze dell'inettitudine a governare, giacché quest'ultimo perse la sua capitaneria per via della sua "inefficienza" nel governare l'insediamento.
Il sistema della capitaneria si basò sulla fiducia e la buona fede tra capitano e donatário, data la distanza tra l'uno e l'altro. Ciò indebolì il controllo del donatário sui funzionari, determinando così una disparità tra la funzione effettiva e quella percepita. Alcuni erano incompetenti nei loro ruoli, assetati di potere o semplicemente assenti. In alcuni casi gli abitanti di determinati possedimenti erano spesso oggetto di irregolarità derivanti da questioni giudiziarie o fiscali. Alcuni capitani nominavano sovrintendenti, o auditori (portoghese: ouvidores), per rappresentare coloro che non erano qualificati per rispondere ai problemi dei loro padroni.

## Capitanerie
Quanto segue è un elenco incompleto di alcune capitanerie e dei loro primi capitani donatari:

### Arcipelago di Madera

Mappa medievale che mostra la frontiera atlantica e gli insediamenti lungo il mare (Petrus Roselli), Bibliothèque Nationale de France.

C'erano tre capitanerie nell'arcipelago di Madera, associate ai tre principali scopritori delle isole:
- Funchal fu conferita al capitão donatário João Gonçalves Zarco.
- Machico fu conferita al capitão donatário Tristão Vaz Teixeira.
- Porto Santo fu conferita al capitão donatário Bartolomeu Perestrello.

### Isole Azzorre

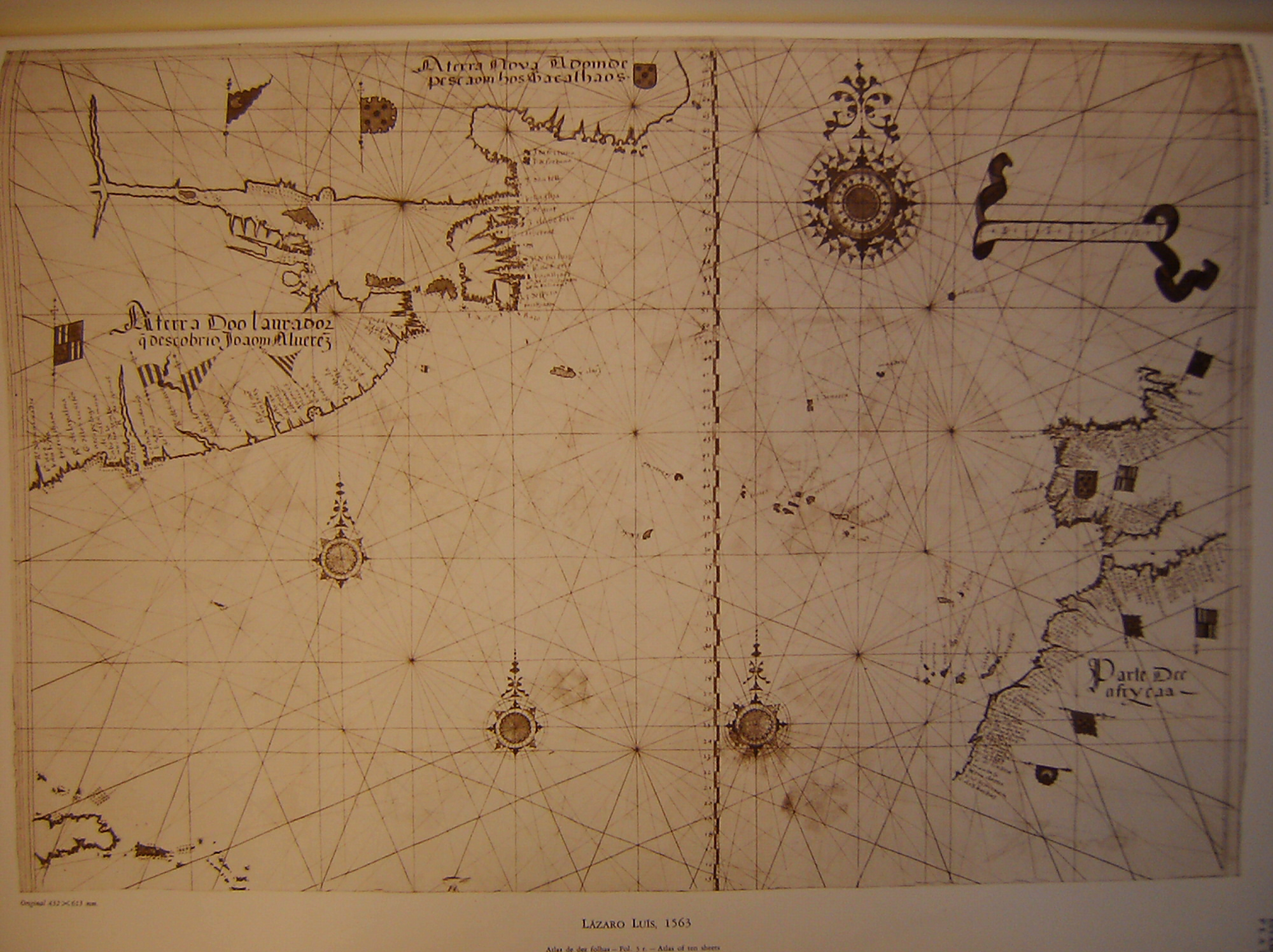
La mappa dell'Atlantico di Lazaro Luís (1563) che mostra le isole Azzorre e l'arcipelago di Madera.

A seguito della loro scoperta, Gonçalo Velho Cabral divenne il primo capitano donatario delle isole, ottenendo prima l'isola di Santa Maria e poi, dopo la sua scoperta, l'isola di São Miguel. Questa capitaneria (1439-1461) fu descritta nel 1460 da Enrico il Navigatore in una lettera inviata a Cabral: Capitão por mim em minhas ilhas de Santa Maria e São Miguel dos Açores (Capitano per me nelle mie isole di Santa Maria e São Miguel nelle Azzorre). La progressiva scoperta delle isole dell'arcipelago determinò la creazione di nuove capitanerie. Sin dalla loro scoperta, ci sono state tredici capitanerie:
- Santa Maria: parte della capitaneria di Gonçalo Velho Cabral, Santa Maria e São Miguel, fu poi divisa da suo nipote João Soares de Albergaria;
- São Miguel: parte della capitaneria di Gonçalo Velho Cabral, fu venduta da João Soares de Albergaria al suo terzo capitano donatario, Rui Gonçalves da Câmara;
- Angra: originariamente sotto l'unica amministrazione di Jácome de Bruges, fu scorporata dal nord e assegnata a João Vaz Corte-Real;
- Praia: assegnata a João Vaz Corte-Real a seguito del litigio tra quest'ultimo e Álvaro Martins Homem e dopo la misteriosa "sparizione" di Jácome de Bruge;
- Praia da Graciosa: inizialmente assegnata a Duarte Barreto do Couto all'epoca del suo primo insediamento, fu poi affidata a sua moglie dopo la sua misteriosa sparizione, fino all'intervento di Vasco Gil Sodré;
- Santa Cruz: assegnata nel 1474 a Pedro Correio da Cunha (cognato di Cristoforo Colombo) quando giunse sull'isola da Porto Santo dopo la misteriosa scomparsa di Duarte Barreto do Couto;
- Graciosa: Vasco Gil Sodré tentò di ottenere la capitaneria di Graciosa a seguito di un'incursione castigliana nel 1475. Ciononostante, la Corona decise di unificare l'isola sotto un unico capitano: Pedro Correio do Couto.
- São Jorge: originariamente concessa a João Vaz Corte-Real, l'isola fu feudo di Terceira finché non fu reincorporata dalla Corona, quando Manuel de Moura Corte-Real (capitano donatario di Angra) decise di rimanere fedele a Filippo III;
- Faial: l'isola fu posta sotto l'amministrazione di Josse van Huerter, malgrado questo fallì nel suo primo tentativo di colonizzarla. Questa impresa fallimentare portò ad un successivo ampliamento della colonia da parte dello stesso Huerter;
- Pico: Álvaro de Ornelas tentò di colonizzare l'isola nel 1460, portando coloni portoghesi che giunsero attraverso Terceira e Graciosa. Questo tentativo iniziale fu lento e, infine, fallimentare;
- Faial e Pico: l'isola di Pico fu incorporata nell'amministrazione Faialense della famiglia Huerter/Dutra il 29 dicembre 1482, data l'incapacità di Álvaro de Ornelas nell'espandere gli insediamenti;
- Flores e Corvo: sviluppatosi senza alcuno statuto chiaro e tardivo nella sua colonizzazione, questo doppio feudo insulare operò all'interno di una gerarchia feudale da parte di Diogo de Teive.

### Africa

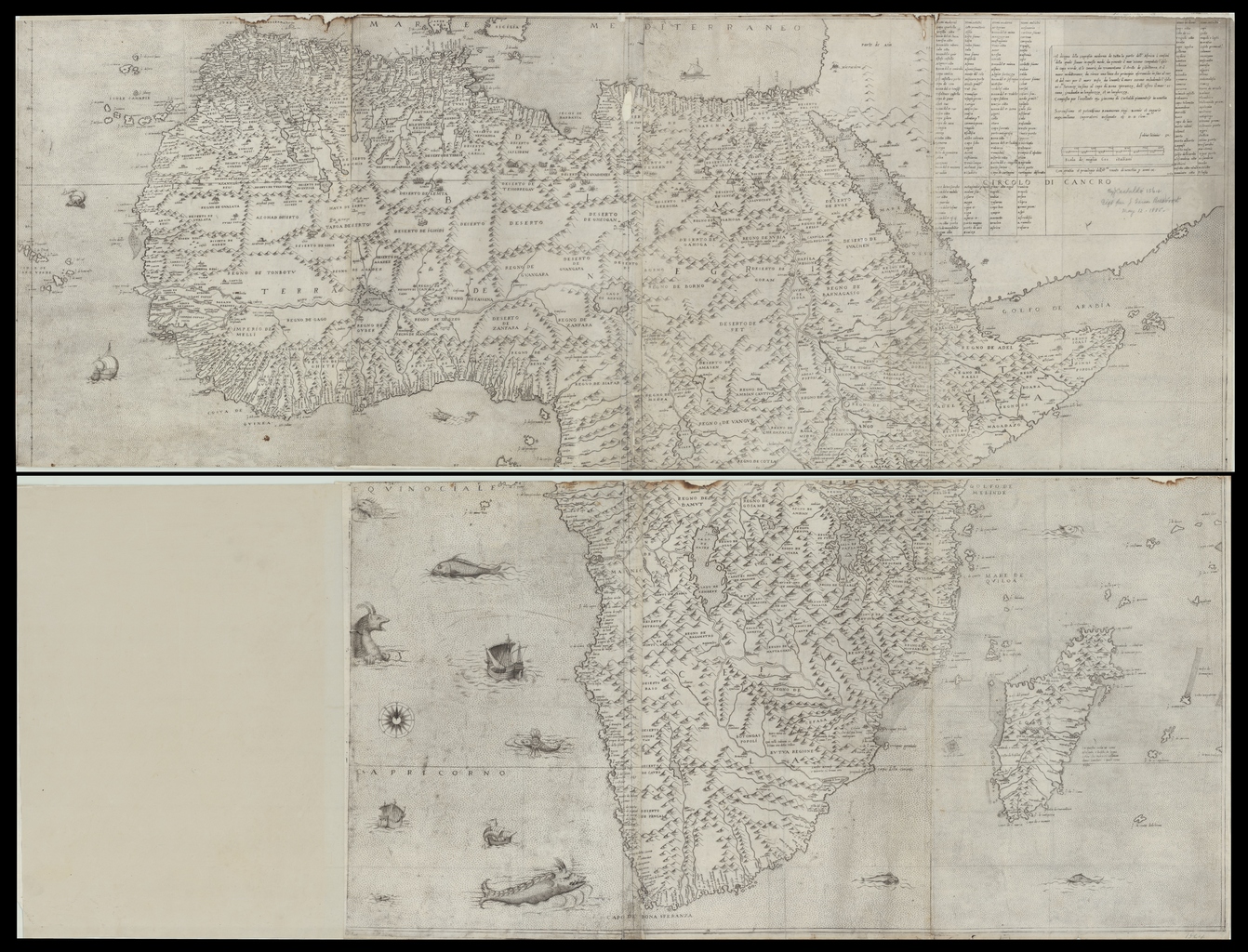
Una mappa dell'Africa del cartografo, ingegnere e astronomo italiano Giacomo Gastaldi (c.1500-66)

- Guinea portoghese: fu una colonia portoghese fino al 1974. Venne precedentemente unificata in un unico governatorato (1879) e separata dal Capo Verde portoghese. Il territorio era composto da due capitanerie:
  - la capitaneria di Bissau.
  - la capitaneria di Cacheu.
- Costa d'Oro portoghese: fu una colonia portoghese (1482-1642) amministrata da un capitano donatario. A seguito dell'intervento olandese del 1637 (battaglia di Elmina) fu ceduta alla Repubblica delle Sette Province Unite, andando così ad ampliare la già esistente Costa d'Oro olandese.
- Mazagan: fu un possedimento portoghese (1506-1769), amministrato dal 1608 da dei governatori propri. Fu incorporata nel sultanato del Marocco nel 1769.
- Mombasa: situato sulla costa dell'odierno Kenya, fu un insediamento portoghese (1593-1698) governato da capitani donatari. Dopo molti anni di dominio sotto l'imamato di Oman (1698-1728), la colonia ritornò brevemente in mano portoghese (1728-1729) come colonia subordinata a Goa.
- Mozambico portoghese: fu un possedimento portoghese (1498-1975) rivendicato dal Portogallo dall'esploratore Vasco da Gama. Questo possedimento era composto inizialmente da due capitanerie: la capitaneria di Sofala e la capitaneria del Mozambico. Con l'espansione coloniale, questa zona prese il nome di Capitania-Geral de Moçambique, Sofala e Rios de Sena (1752-1836) e poi Província de Moçambique (1836-1891). Variando di nome con il passare del tempo, questa colonia fu uno dei possedimenti più longevi del Portogallo.
- São Tomé: l'isola divenne donataria nel 1485. Fu gestita da capitani donatari fino al 1586, poi da dei governatori. Nel 1753 fu incorporata all'isola del Principe, creando così il São Tomé e Príncipe portoghese, possedimento lusitano fino al 1975.

### America meridionale

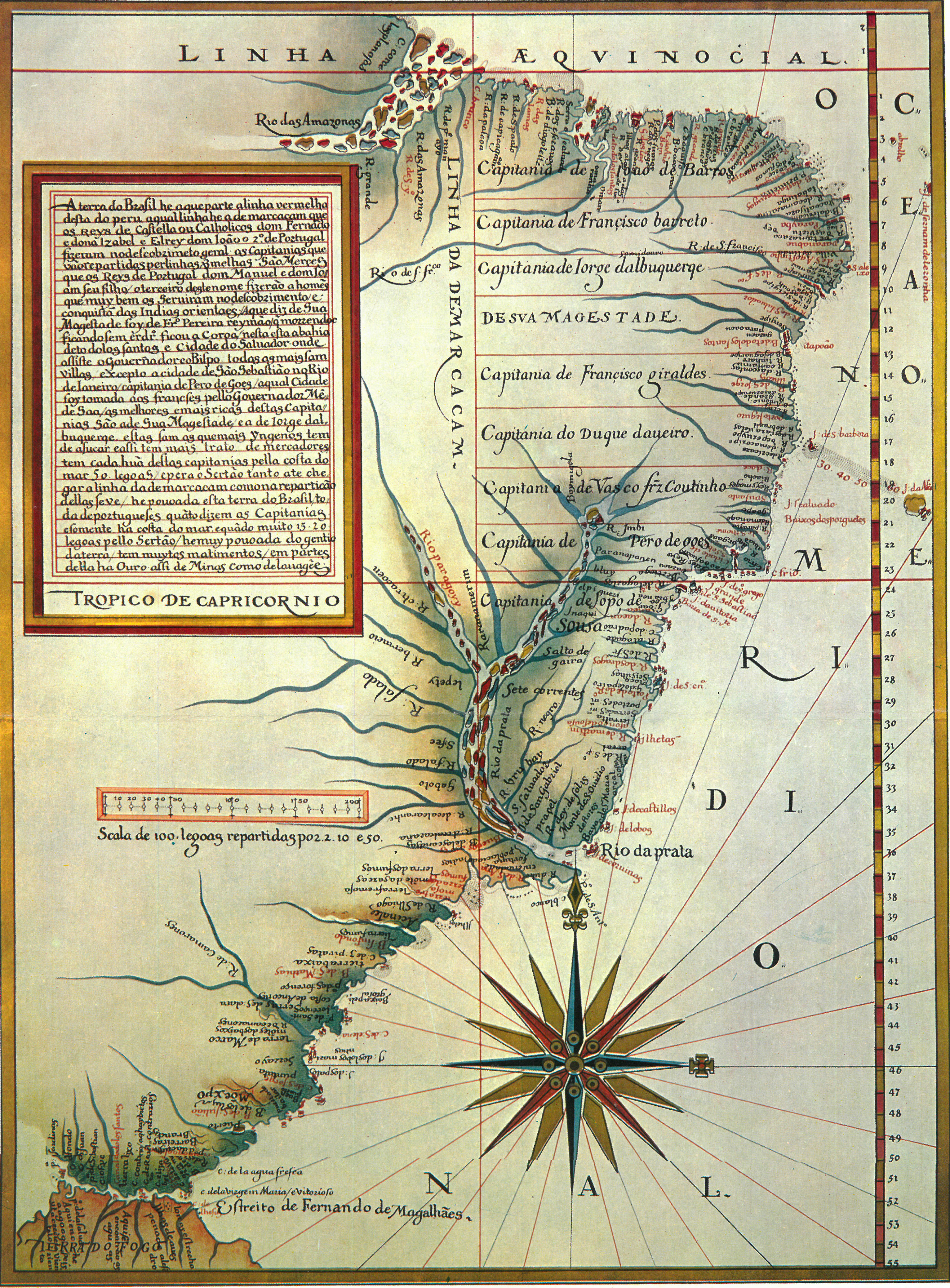
I capitani del Brasile (mappa diLuís Teixeira, Biblioteca da Ajuda, Lisbona)

- Numerose erano le capitanerie della Colonia del Brasile (alcune avevano dei governatori fin dall'inizio):
  - Ceará: fu una capitaneria dal 1619 (1621–1656 subordinato al Maranhão), poi elevata a capitaneria maggiore (30 giugno 1699 – 17 gennaio 1799). Fu divisa da Pernambuco (al quale era stata subordinata dal 1656) sotto il proprio governatore.
  - Espírito Santo: fu donataria sotto i propri governatori dal 1535; ebbe dei capitani donatari dal 1627 al 1675; successivamente due governatori donatari; poi capitani donatari dal 1682 al 1799 (sebbene dal 1718 fosse una colonia della corona, subordinata a Bahia); poi fu di nuovo gestita da dei governatori.
  - Grão-Pará: ebbe capitani donatari dal 1615 e fu luogo di residenza dei governatori di Marahão dal 1737 al 1755.
  - Maranhão: ebbe capitani donatari (1745-1775) e dal gennaio 1616 dei governatori.
  - Paraíba: inizialmente subordinata a Pernambuco, salvo durante l'occupazione olandese (1635–1645) e la Giunta (1645–1655), fu una capitaneria portoghese fino al 1797, quando poi fu amministrata da dei governatori. Nel 1799 fu scorporata la capitaneria di Paraíba do Norte.
  - Pernambuco: insediamento portoghese fondato nel 1535 con il nome di Nova Lusitania, divenne nel 1716 una colonia della Corona con il nome di Capitanato di Pernambuco.
  - Rio Grande: fondata nel 1597, ebbe un unico capitano donatario (1697-1701), Bernardo Vieira de Mello. Fu successivamente amministrata, fino al 1808, da dei governatori subordinati a Pernabuco. Nel 1737 prese il nome moderno Rio Grande do Norte.
  - São José do Piauí: subordinata al Maranhão fino al 1811, questa capitaneria era amministrata da propri governatori. Il 28 febbraio 1821 fu ribattezzata Provincia di Piauí.
  - São Vicente: ebbe capitani donatari dal 1533 al 1691. Il 17 aprile 1709 il suo nome cambiò da São Vicente a São Paulo e Minas de Ouro. Dal 18 giugno 1710 ebbe dei propri governatori; nel 1750 fu ribattezzata São Paulo; dal 28 febbraio 1821 fu una provincia).
  - Sergipe d'el Rei: ebbe capitani donatari dal 1696 (anche dopo la fusione del 1763 con Baía) al 20 febbraio 1821. Divenne poi una provincia amministrata dai propri governatori.

### Asia

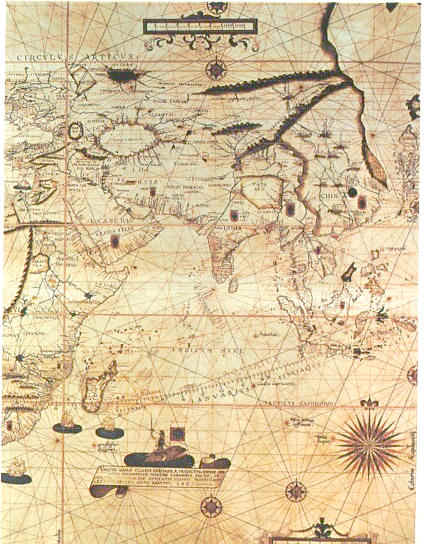
Una mappa storica dell'era delle esplorazioni, che mostra il sud-est asiatico.

- Colombo: governata da un capitano donatario dal 1518, fu un possedimento portoghese sull'isola portoghese di Ceylon (attuale Sri Lanka), ampliato finché l'ultimo in carica, Pedro Homem Pereira, fu promosso a governatore nel 1594. Il 27 maggio 1597, re Dharmapala di Kotte muore senza eredi e lascia in eredità il suo intero regno al re del Portogallo, facendo di tutta Ceylon una colonia portoghese.
- Macao: questo avamposto commerciale portoghese fu subordinato a Goa nell'India portoghese. Fu gestito da dei capitani donatari fino al 1622, poi da dei governatori fino al 19 dicembre 1999, quando la città fu consegnata alla Repubblica Popolare Cinese.
- Timor portoghese: fu una colonia dal 1642, ma ebbe dei capitano solo dal 1647. Dal 1665 al 1702 fu gestita da dei capitani donatari; successivamente fu gestita da dei governatori.
- Ormus (attuale Hormuz, in Iran): questo possedimento insulare ebbe capitani donatari sia nel settembre 1507 che nel gennaio 1508, quando i portoghesi la occuparono per la prima volta. Dal 1 aprile 1515 l'isola di Ormus divenne un possedimento portoghese subordinato a Goa nell'India portoghese. Fu incorporato alla Persia il 3 maggio 1622.
- Malacca portoghese: dal 24 agosto 1511 fu una colonia portoghese della Malesia peninsulare. Ebbe capitani donatari subordinati a Goa (1512 – 14 gennaio 1641), poi dei capitani generali. Fu persa il 14 gennaio 1641 dopo un intervento olandese.

## Capitani

### Capitanerie coloniali in Africa
- Ad amministrare il Capo Verde portoghese ci furono vari capitani. Nel 1587 i donatari furono uniti in colonia gestita da un unico governatore:
  - Capitani di Santiago (29 gennaio 1462 – 1505)
  - Capitani di Ribeira Grande (19 settembre 1462 – 22 dicembre 1562)
  - Capitani di Boa Vista (29 ottobre 1497 – 1542)
  - Capitani di Alcatrazes (1484 – 1508)
  - Capitani di Praia (1526 – 21 gennaio 1570)
  - Capitani di Fogo (1528 – 12 gennaio 1553)
  - Capitani di Santo Antão (13 gennaio 1548 – ???)
- In Marocco:
  - Aguz (1506 – 1525)
  - Arzila (24 agosto 1471 – 1545; 1545 – 1550 come governatorato)
  - Azamor (3 settembre 1513 – 30 ottobre 1541)
  - Safi (1488 – ottobre 1541)